# Phra Pathom Chedi

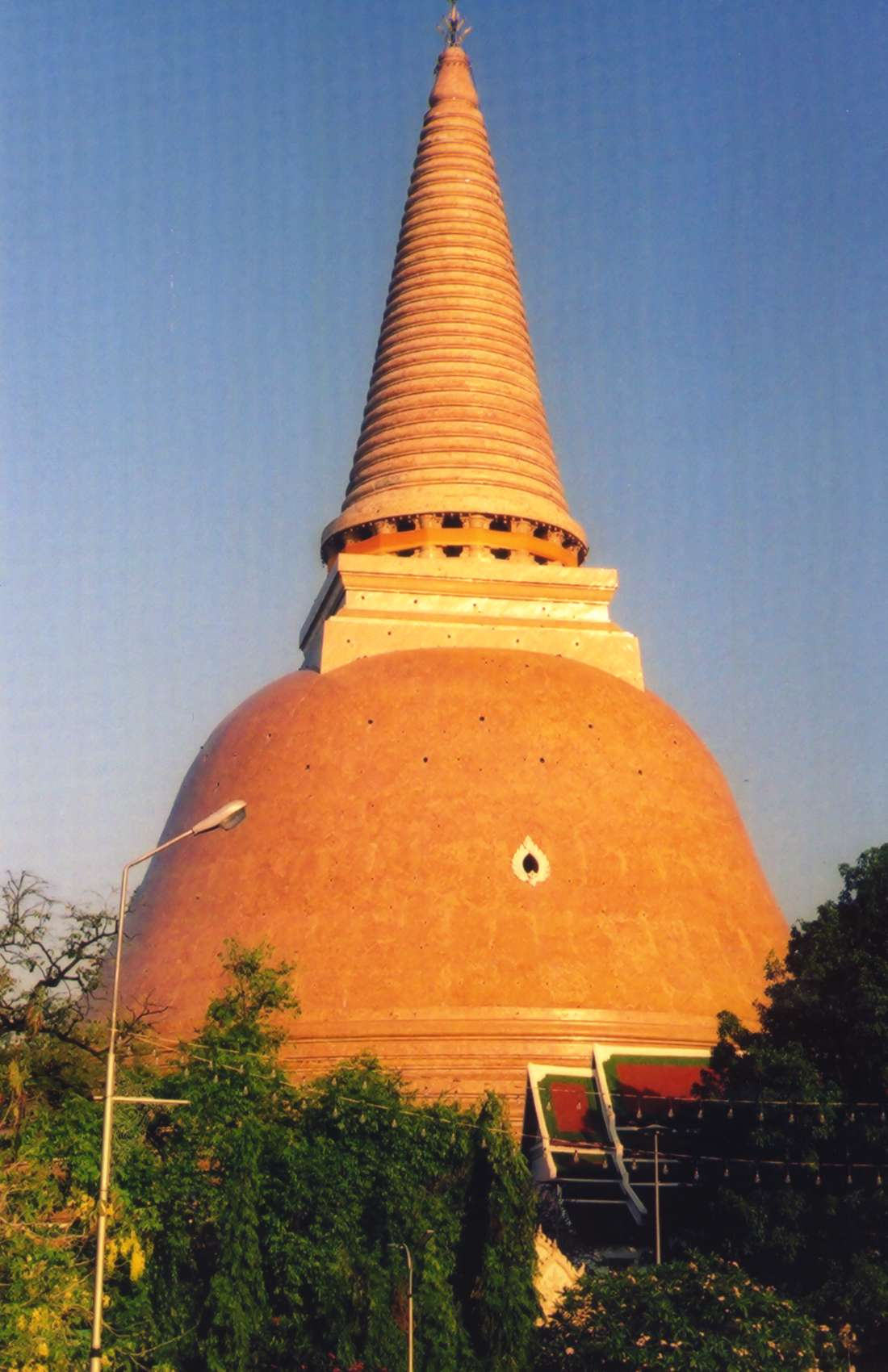
Phra Pathom Chedi

Phra Pathom Chedi je nejvyšší stúpa na světě. Měří od základny k vrcholu 120,45 metrů a nachází se na thajském ostrově Nakhon Pathom.
Název Phra Pathom Chedi je těžko přeložitelný, znamená něco jako „Posvátná stúpa počátku“. První zmínky o stúpě pochází z roku 675, avšak archeologické nálezy zařazují stúpu již do 4. století. V 11. století byla stúpa zbořena a celá zarostla stromy. Zříceninu 
v 19. století několikrát navštívil Mongkut, princ královského rodu, toho času buddhistický mnich. Poté, co se stal králem, stúpu znovu postavil se velkolepější podobě. Stavba trvala 17 let a byla dokončena v roce 1870. Poslední restaurační práce započaly v roce 1975 a skončily roku 1981.
V roce 2005 byla stúpa zařazena do Světového dědictví UNESCA.